# Цмин итальянский
Цмин итальянский (лат. Helichrysum italicum) — вид цветкового растения семейства Астровые (Asteraceae). Его иногда называют растением карри из-за сильного запаха его листьев. Другое обиходное название итальянский бессмертник. Он растёт на сухой, каменистой или песчаной почве в Средиземноморье. Стебли одревесневают у основания и могут достигать 60 см или более в высоту. Соцветия жёлтых корзинок образуются летом, они сохраняют свой цвет после сбора и используются в композициях из сухих цветов.
Он используется в качестве фиксатора в парфюмерии и имеет интенсивный аромат.
Это растение иногда используют как пряность. Хотя оно называется «растение карри» и пахнет приправой карри, оно не связано ни с этой смесью специй, ни с деревом карри (Murraya koenigii), и также не используется в качестве масала для блюд с карри. Скорее имеет смолистый, несколько горьковатый аромат, напоминающий шалфей или полынь. Его молодые побеги и листья часто используются в тушеном виде в средиземноморских мясных, рыбных или овощных блюдах до тех пор, пока они не приобретут свой аромат, и удаляются перед подачей на стол.

## Ботаническое описание
Многолетний кустарничек.
Молодые листья обычно серо-сизые, взрослые становятся почти белыми.
Соцветия головчатые, плотные, слабоветвистые, собраны в щиток на верхушке побегов. Корзинки бочковидные, крупные, диаметром 4-5 мм, в фазе бутонизации — шаровидные. В зависимости от возраста на одном растении может развиваться довольно большое число цветоносных побегов, а число корзинок в сумме превышать 300—400.

## Фитохимикаты
Helichrysum umbraculigerum содержит соединения, структурно сходные с каннабигеролом и каннабихроменом . В частности, Helichrysum umbraculigeum содержит Heli-CBG, фенилэтиловый аналог CBG, и производное метилового эфира карбоновой кислоты Heli-CBG. Heli-CBG имеет более низкую каннабиноидную активность, чем сам CBG. Hei-CBG имеет такую же активность TRPV1, как и CBG, но более низкую активность в отношении других рецепторов TRPV. Неизвестно, содержит ли он сам CBG.

## Выращивание
Helichrysum italicum — многолетнее растение (зоны 7-10 USDA). Размножается укоренением полуодревесневших черенков летом и зимовкой в безморозных условиях.

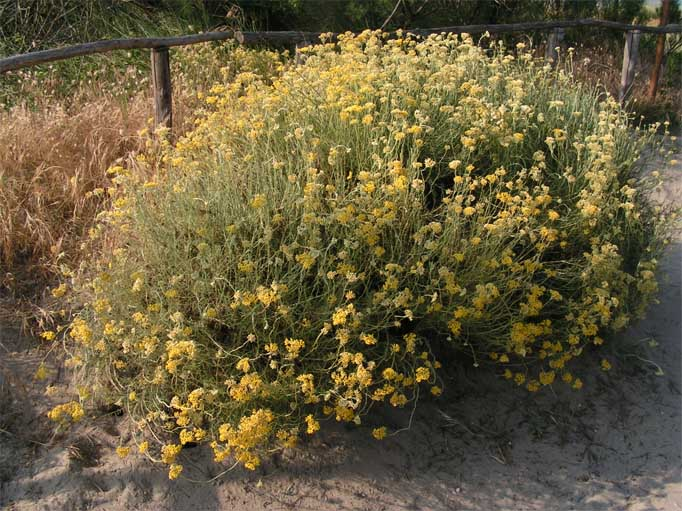
Общий вид растения
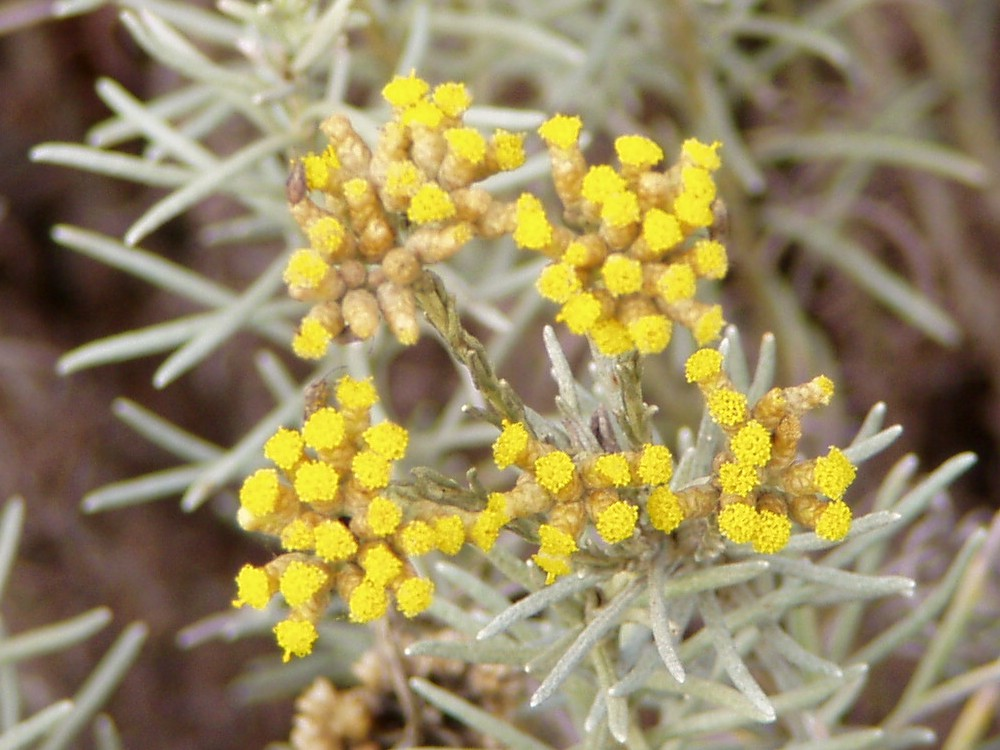
Цветение
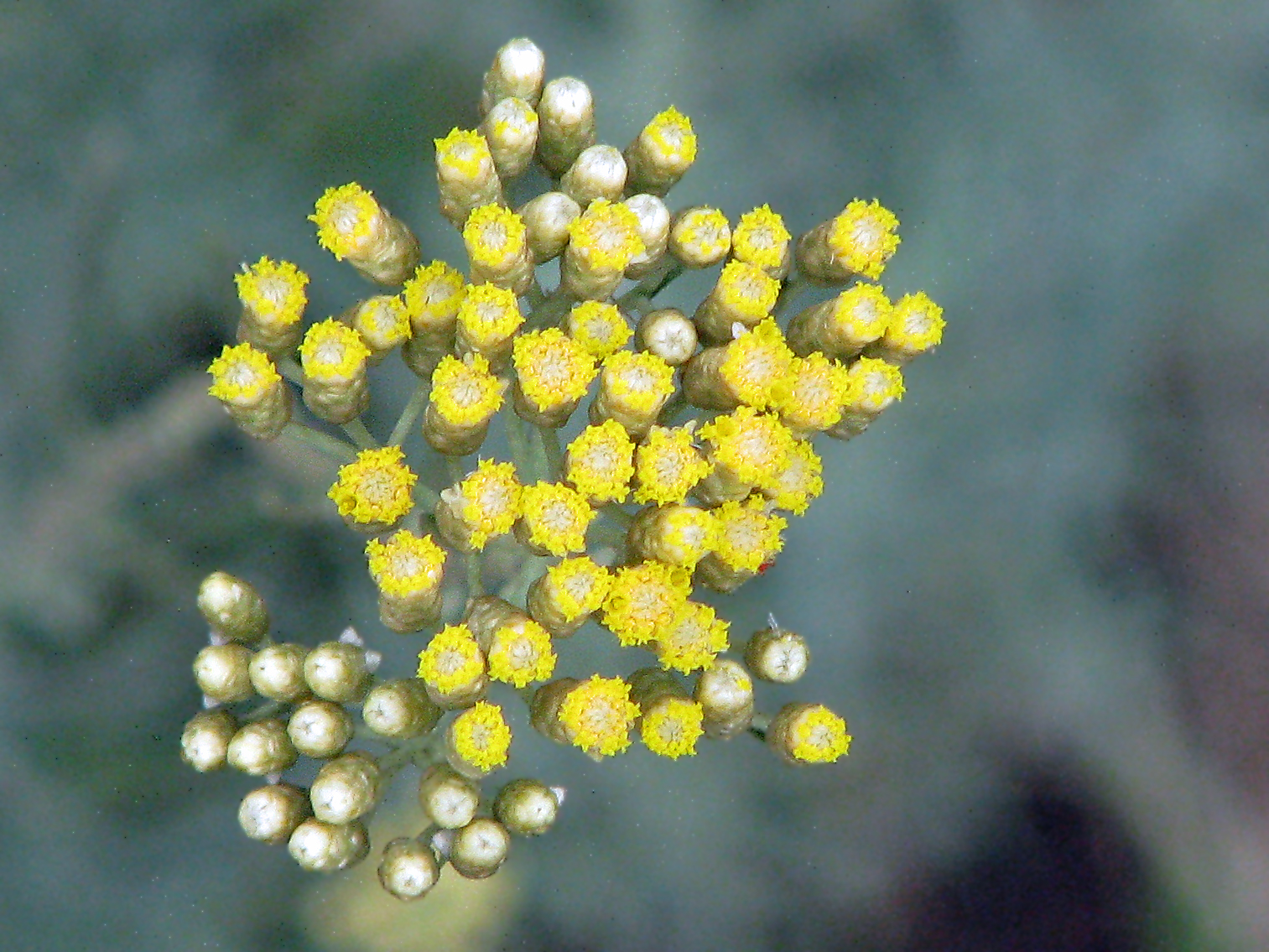
Крупный план соцветий